# Коляно-мотовилков механизъм
Коляно-мотовилковият механизъм на двигателя с вътрешно горене, поема силата на налягането на газовете от цилиндрите и преобразува праволинейното възвратно-постъпателното движение на буталото във въртеливо движение на коляновия вал.
Коляно-мотовилковият механизъм е основна част от двигателя с вътрешно горене. Основните отделни части, които го съставят са:
- колянов вал
- мотовилка
- бутало
- бутален болт